# Streufrucht
Eine Streufrucht, Springfrucht oder Öffnungsfrucht ist eine Frucht, die sich nach der Fruchtreife meistens durch Klappen oder Valven öffnet und auf diese Weise ihren Samen direkt freigibt und verbreitet. Überwiegend sind Streufrüchte mehr- oder vielsamig. Die Öffnung der Fruchtblätter erfolgt meist durch Turgor- oder Quellungskräfte. Die Verbreitung erfolgt über Wind, Wasser und anderes.
Zu den Streufrüchten gehören

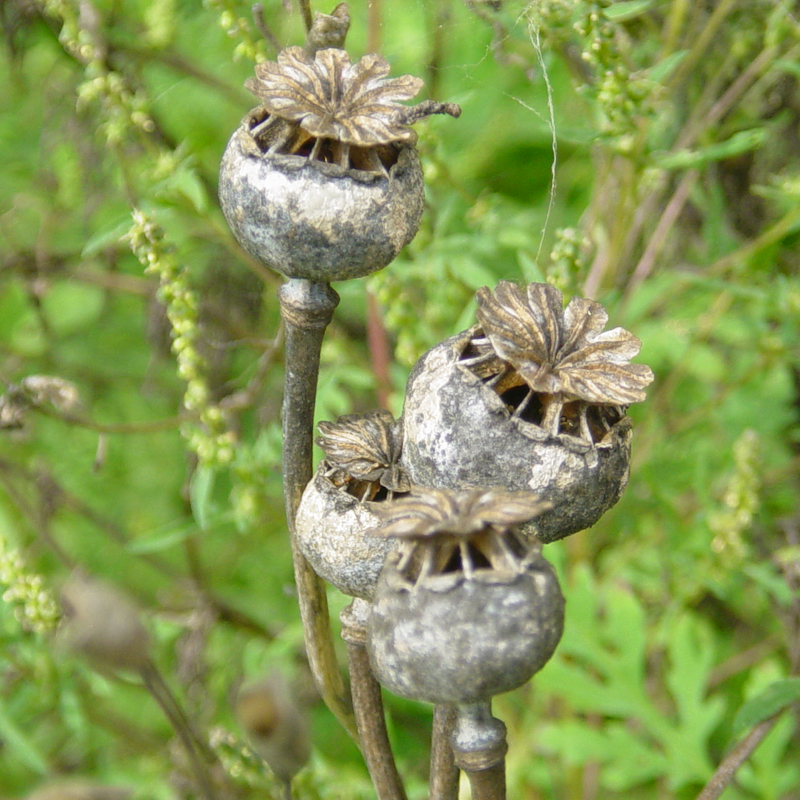
Reife Mohnkapsel setzt ihren Samen durch Windbewegung frei.

- Kapselfrüchte, mehrsamig, mehrere Fruchtblätter
- Schoten, mehrsamig, oberständiger Fruchtknoten mit zwei Fruchtblättern, Öffnung an Verwachsungsnaht
- Balgfrüchte, mehrsamig, oberständiger Fruchtknoten mit einem Fruchtblatt, Öffnung an der Bauchnaht
- Hülsenfrüchte, meist mehrsamig, oberständiger Fruchtknoten mit einem Fruchtblatt, Öffnung an Bauch- und Rückennaht